# 全军审计工作领导小组
全军审计工作领导小组，隶属中央军委，领导全军审计工作。

## 简介
2012年，经中央军委主席胡锦涛和中央军委批准，成立全军审计工作领导小组。2012年4月6日，全军审计工作领导小组成立并举行第一次会议，中央军委委员、全军审计工作领导小组组长、中国人民解放军总后勤部部长廖锡龙在讲话中称，该小组的成立是为“更好地发挥军队审计维护军事经济安全、规范军事经济秩序、提高军事经济效益、促进军队反腐倡廉建设的监督服务作用。”总参谋长助理陈勇、总后勤部副部长秦银河出席了此次会议。
2012年10月至2013年3月15日，廖锡龙先后卸任总后勤部部长、中共中央军事委员会委员、中华人民共和国军事委员会委员，其职务先后由赵克石继任。2013年4月3日，全军审计工作领导小组举行全体会议，中央军委委员、总后勤部部长赵克石首次以全军审计工作领导小组组长的身份在会上讲话。
2014年7月9日，总政治部、总后勤部发布《军队审计发现违法违纪线索移送办法》。

## 历任组长
1. 廖锡龙（2012年4月－2013年）[1][2]
2. 赵克石（2013年－）[2]